# Abu Said Faraj
Abu Said Faraj ibn Ismail (in arabo أبو سعيد فرج بن إسماعيل‎?; 1248 – Salobreña, 24 aprile 1320) fu un aristocratico della dinastia dei Nasridi, regnante nel sultanato di Granada, che fu stretto consigliere del sultano Muhammad II (al potere dal 1273 al 1302) e di Muhammad III (r. 1302-1309) e governatore di Malaga tra il 1279 e l'inizio del 1310.
Nato nel 1248 da Ismail ibn Nasr e fratello del sultano Muhammad I, dopo la morte del genitore, Muhammad portò il giovane Abu Said a corte, dove strinse un saldo legame con suo cugino, il futuro Muhammad II. Quando quest'ultimo divenne sultano, Abu Said assurse al ruolo di suo consigliere per le politiche economiche e militari. Sposò poi Fatima, figlia di Muhammad II, e nel 1279 fu nominato governatore reale a Malaga. La città, il porto principale del sultanato, era stata di recente riconquistata a seguito di una ribellione scatenata dalla nobile famiglia rivale dei Banu Ashqilula dal 1266 e di una breve occupazione del sultanato merinide del Marocco avvenuta nel 1278. Abu Said attuò delle politiche lungimiranti nei confronti della popolazione e migliorò le condizioni economiche della regione, oltre a intraprendere la costruzione di navi per rafforzare la marina granadina. In qualità di governatore, condusse anche le truppe di Malaga in varie campagne militari nella penisola iberica, scontrandosi pure contro i ribelli e contro il sultanato merinide.
Conservò poi la propria carica sotto il futuro sultano, suo cognato Muhammad III, con il quale intrattenne buoni rapporti insieme alla moglie. Nel 1306, guidò inoltre la campagna granadina nella conquista di Ceuta, in Nord Africa, sebbene essa scatenò delle forti reazioni avverse a Granada che la costrinsero a rinunciare al prezioso avamposto. Le sue relazioni con il sovrano successivo, Nasr (r. 1309-1314), furono fugaci e nel 1311, istigato da una fazione aristocratica che desiderava un colpo di Stato, Abu Said scatenò una ribellione finalizzata a intronizzare il proprio figlio, Ismaʿil. Le sue forze si impossessarono di vari castelli e sconfissero il sultano in battaglia, prima di essere costrette a tornare a Malaga dopo aver fallito l'assedio della capitale. Dopo questa battuta d'arresto, Abu Said dovette rinunciare alla carica di governatore di Malaga quando pensò di cedere la città al sultanato merinide e fu per questo imprigionato dal figlio Ismaʿil fino alla sua morte, avvenuto nel 1320. Mentre si trovava imprigionato, il giovane riprese la ribellione e riuscì a salire al trono con il nome di Ismaʿil I (r. 1314-1325).

## Biografia

### Primi anni

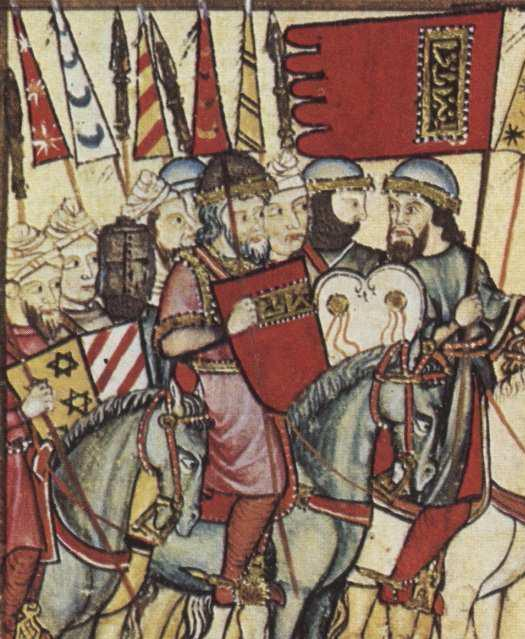
Muhammad I, zio di Abu Said e fondatore del sultanato di Granada

Figlio di Ismail ibn Nasr e fratello di Muhammad, progenitore della dinastia dei Nasridi di Granada, Abu Said Faraj nacque nel 1248. Il sultano aveva nominato Ismail governatore di Malaga, carica che preservò fino alla sua morte nel 1257. Alla morte di Ismail, Muhammad portò alla sua corte di Granada il nipote Abu Said, che all'epoca aveva nove anni, e lasciò Malaga sotto il governo di Abu Muhammad ibn Ashqilula, che era anche nipote di Muhammad e membro della famiglia dei Banu Ashqilula, allora alleata dei Nasridi.

### Vita a corte

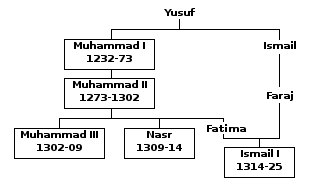
Genealogia parziale della dinastia nasride fino a Ismaʿil I e inclusiva in Abu Said Faraj. Coloro che ricoprirono la carica di sultano sono raffigurati con dei riquadri neri

A corte, Abu Said strinse un saldo legame con suo cugino, il figlio del sultano, Muhammad (il futuro Muhammad II, nato nel 1235 circa, e regnante dal 1273 al 1302). Nel frattempo, da Malaga si propagò una ribellione scatenata dai Banu Ashqilula nel 1266 e destinata a durare per quasi due decenni. Quando Muhammad I morì nel 1273 e gli subentrò Muhammad II, Abu Said divenne il consigliere di fiducia del nuovo sovrano. Nonostante la giovane età, era conosciuto per la sua intelligenza e solitamente e veniva consultato per fornire consigli su questioni economiche e militari. Ad Abu Said si dovette la decisione assunta dal sultano di espandere e consolidare le terre della corona e di rimpiazzare le zone di pastura con delle aree coltivate. Rafforzando ulteriormente i legami tra i due cugini, Abu Said sposò la figlia di Muhammad II, Fatima. L'opera anonima intitolata al-Dahira al-Saniyya data il matrimonio di Abu Said all'anno 664 AH (1265-1266), ma la storica moderna María Jesús Rubiera Mata ha dubitato dell'accuratezza di quest'informazione. Peraltro, il testo confonde la sposa con la figlia di Muhammad I (mentre in realtà Fatima era sua nipote) e riferisce che lo sposo fosse suo cugino (Abu Said era nipote di Muhammad I). Rubiera Mata ha ritenuto che il vero momento storico in cui ebbe luogo il matrimonio fosse prossimo al 1279, anno di nascita del primo figlio della coppia, Ismaʿil. In quel periodo, la dinastia nasride sottrasse Malaga al sultanato merinide del Marocco, al quale i ribelli Banu Ashqilula avevano ceduto la città un anno prima, e Abu Said ascese al ruolo di governatore al posto del padre. Egli partì l'11 febbraio 1279, mentre Fatima probabilmente rimase inizialmente nel complesso del palazzo reale dell'Alhambra per dare alla luce Ismaʿil, nato il 3 marzo.

### Governatore di Malaga

Il sultanato di Granada nel 1306

Malaga rappresentava la seconda città più grande del sultanato dopo la capitale e il suo più importante porto mediterraneo, senza il quale «Granada non era altro che una città di montagna isolata», secondo lo storico Leonard P. Harvey. Essendo stata rioccupata dopo un'insurrezione durata più di un decennio, governare la città rappresentava una sfida difficile e Abu Said fu probabilmente scelto per la sua esperienza amministrativa, oltre che per il precedente mandato del padre. Secondo Rubiera Mata, Abu Said «avrebbe superato brillantemente» queste sfide. Assieme al suo kātib (segretario) Ibn Isa, attuò delle politiche ora risolute ora permissive, secondo il quasi contemporaneo storico Ibn al-Khatib, le quali alla fine soddisfarono gli abitanti di Malaga e migliorarono le condizioni economiche. In quel contesto, il gettito fiscale della regione aumentò e si assistette a una fase di crescita. Intraprese poi il progetto di costruire grandi navi a Malaga, decisione a cui Rubiera Mata ha attribuito «l'ampia potenza acquisita della flotta nasride negli anni successivi». Grazie al suo lignaggio e alle sue capacità amministrative e militari, egli acquisì con il tempo un ampio prestigio e iniziò a ricevere delle dediche nelle opere letterarie. Ibn al-Khatib riferì di essersi preso cura di suo figlio Ismaʿil, che godeva «del favore di suo padre» (ni'mat abihi). Ebbe anche un figlio più giovane, di nome Muhammad, la cui data di nascita rimane sconosciuta.
I governatori nasridi non solo godevano del potere amministrativo sulle loro regioni, ma erano anche i comandanti dell'esercito regionale. Le truppe di Malaga sotto il comando di Abu Said furono determinanti nella guerra condotta Muhammad II contro il sultanato merinide e permisero la riconquista di vari avamposti merinidi nella penisola iberica in favore di Granada. La conduzione di queste vitali campagne militari, principalmente avvenute nell'area vicino allo stretto di Gibilterra, tra cui Algeciras, Gibilterra e Tarifa. Nel 1295-1296, guidò una campagna infruttuosa per reprimere a Ronda una ribellione, terminata definitivamente solo quando Abu Abdallah ibn al-Hakim, il katib di Muhammad II e fratello del capo ribelle della città, fu inviato a negoziare.
Muhammad II morì nel 1302 e gli succedette il figlio Muhammad III, cognato di Abu Said. Secondo lo storico quasi contemporaneo Ibn Khaldun, Abu Said godeva della piena fiducia del sultano, che lo lasciò agire in veste di governatore di Malaga per tutto il suo regno. Fu merito di Abu Said la ripresa di Ceuta nel 1306, situata nella costa nord-africana, in nome di Muhammad III. In parte su istigazione delle spie di Abu Said, la città si rivoltò contro i suoi signori merinidi nel 1304 e da allora fu governata dai Banu al-Azafi, una nobile famiglia locale. Tuttavia, il 12 maggio 1306 arrivò una flotta granadina guidata da Abu Said che venne accolta con favore dai sostenitori locali, con il risultato che in città non risultò necessario combattere. La presa di Ceuta conferì a Granada il controllo strategico su entrambi i lati dello stretto di Gibilterra, malgrado ebbe delle conseguenze infauste, poiché alienò così tanto i suoi vicini che presto i Merinidi, Aragona e la Castiglia, i suoi tre più grandi vicini, formarono una vasta coalizione contro Granada.

### La ribellione
Il 14 marzo 1309, Muhammad III fu deposto nell'ambito di un colpo di Stato di palazzo e sostituito dal fratellastro Nasr. Nello stesso periodo, la triplice alleanza merinide-castigliano-aragonese attaccò Granada e la guerra che ne seguì si concluse con varie perdite per Granada, tra cui la restituzione di Ceuta ai Merinidi il 20 luglio 1309. Abu Said probabilmente tornò a Malaga solo dopo questa perdita e continuò a esercitare il suo ruolo di governatore. A differenza del precedente sultano, Abu Said e sua moglie Fatima non godevano di buoni rapporti con Nasr. Quando Abu Said visitò la capitale per porgere i suoi omaggi, si avvide che il nuovo sultano non godeva di grossa popolarità a corte. A parte le perdite patite in guerra, Nasr, un appassionato di astronomia, era malvisto per via del tempo eccessivo che dedicava allo studio della scienza, alla costruzione di astrolabi e alla commissione di tavole astronomiche, anziché riservarlo agli affari di stato. Inoltre, di Nasr si sospettava spesso che nutrisse delle simpatie per i cristiani, poiché sua madre lo era, lo si biasimava perché preferiva vestirsi secondo lo stile castigliano e, infine, suscitava preoccupazione tra aristocratici musulmani il suo stretto legame con Ferdinando IV di Castiglia. Come se non bastasse, il visir del sultano Muhammad ibn al-Hajj era cresciuto in terre cristiane e parlava e si vestiva alla maniera castigliana, circostanza che accrebbe l'antipatia verso la corona. Una fazione della corte decise dunque di incontrare Abu Said e gli chiese di deporre Nasr. Secondo lo studioso arabista Antonio Fernández-Puertas, Abu Said si indignò moltissimo quando seppe dell'annegamento di Muhammad III per ordine di Nasr dopo un suo fallito tentativo di ritornare al potere, ma esistono dei resoconti contrastanti su quando avvenne questo assassinio; altri storici come Francisco Vidal Castro hanno sostenuto che il momento più verosimile in cui ciò avvenne fu nel febbraio 1314, quando ormai Abu Said aveva avviato i preparativi per assicurarsi il trono.
Abu Said insorse apertamente nel 1311 a Malaga, proclamando suo figlio Ismaʿil, ritenuto più legittimo di suo padre, in quanto nipote di Muhammad II tramite Fatima, come sultano. Formò dunque una corte rivale fedele a suo figlio, sebbene l'autorità di quest'ultimo consesso fosse riconosciuto soltanto entro i confini della wilaya (provincia) di Malaga. Nello stesso anno, le armate di Abu Said espugnarono i castelli di Antequera, di Marbella e di Vélez. Le truppe si mossero quindi alla volta di Granada e surclassarono l'esercito di Nasr in battaglia in una località chiamata al-Atsha, nella Vega de Granada. Il sultano in persona perse il suo cavallo e fu costretto a fare ritorno in tutta fretta a Granada a piedi. Abu Said procedette ad assediare la capitale, ma non disponeva delle scorte necessarie per condurre una campagna prolungata. Dopo aver scoperto che Nasr si era alleato con Ferdinando IV, Abu Said cercò la pace e fu in grado di mantenere il suo incarico di governatore di Malaga in cambio del pagamento di un tributo al sultano.

### Caduta di Abu Said e ascesa di Ismaʿil

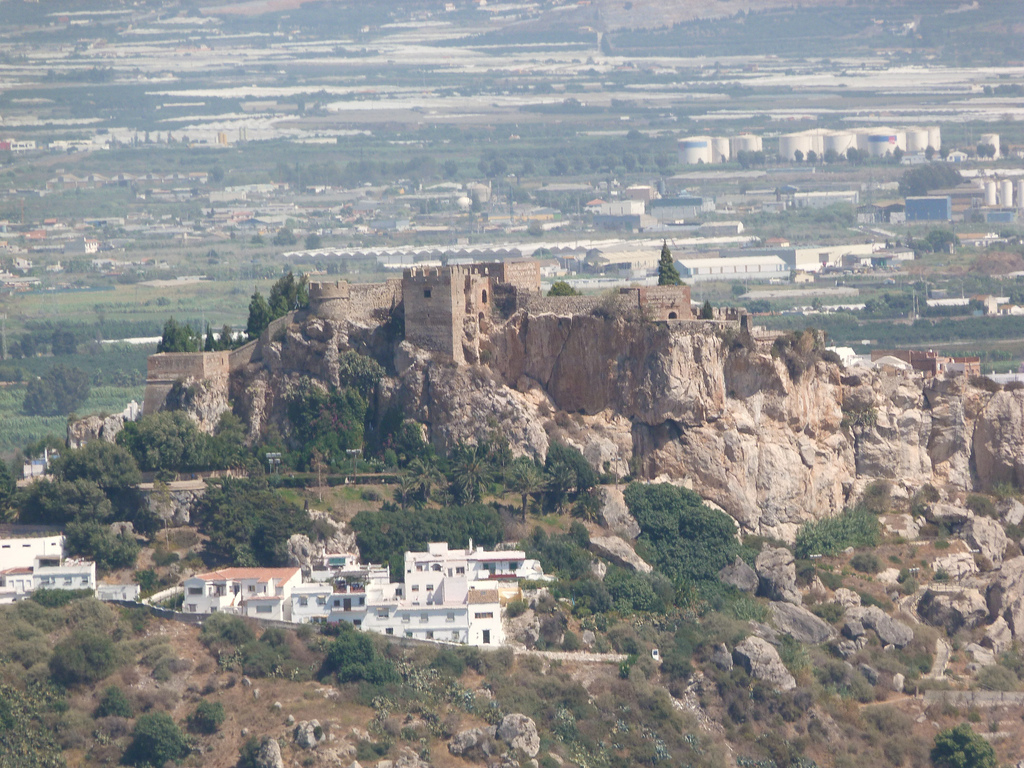
Il castello di Salobreña, utilizzato come prigione della famiglia reale dai Nasridi, dove Abu Said fu imprigionato fino alla sua morte

Temendo la vendetta del sultano, Abu Said inviò Ibn Isa a negoziare un accordo segreto con i Merinidi, ai sensi del quale avrebbe dovuto cedere il possesso di Malaga in cambio del governatorato di Salé, nel Nord Africa. Quando il popolo di Malaga lo venne a sapere, considerò la decisione alla stregua di un tradimento, circostanza che li spinse a insorgere e a deporlo in favore del figlio Ismaʿil. Abu Said conservò la propria libertà personale, sebbene Ismaʿil lo tenesse sotto stretta sorveglianza a Malaga. Durante una visita fuori città, Abu Said fu sospettato di aver tentato di fuggire e poi catturato dai cittadini di Malaga. Ismaʿil riuscì ad arrivare prima che suo padre venisse linciato dalla folla. Ordinato l'imprigionamento di suo padre, lo fece trasferire in un castello a Cártama.
Nel frattempo, il complotto contro Nasr a corte continuò ad assumere una sua forma e Ismaʿil ricominciò a interessarsene con l'aiuto di sua madre Fatima e di Uthman ibn al-Ula, il comandante dei Volontari della Fede attivi a Malaga. Mentre Ismaʿil procedeva verso Granada, il suo esercito si ingrossava e gli abitanti della capitale gli spalancarono le porte della città. Nasr, assediato nella fortezza e nel complesso del palazzo dell'Alhambra, accettò di abdicare e si ritirò a Guadix. Nel 1314, Ismaʿil salì dunque al trono e ordinò che Abu Said venisse condotto nella prigione della famiglia reale nasride a Salobreña. Rimase in questo castello, senza poterne varcare l'uscita, fino alla sua morte, avvenuta il 24 aprile 1320 (secondo il calendario islamico, il 14 Rabi al-Awwal 720). I suoi resti furono portati nella capitale e il defunto venne sepolto nel cimitero reale (rawda) dell'Alhambra, vicino alla tomba di Muhammad II. Al suo funerale presenziarono Ismaʿil I e i dignitari di Granada. Secoli dopo, in occasione della resa di Granada, l'ultimo sultano Muhammad XII (noto anche come Boabdil) riesumò i corpi in questo cimitero e li riseppellì a Mondújar, uno dei suoi possedimenti ad Alpujarra.